# Salvador Tió
Salvador Tió y Montes de Oca (Mayagüez, 15 de novembre de 1911 - 17 de setembre de 1989) fou un poeta i escriptor porto-riqueny, promotor de la cultura de Puerto Rico i conegut per haver encunyat el terme Spanglish.
Fill de Salvador Tió i Malaret i Teresa Montes de Oca i Branderes. Al final de la dècada de 1940, Tió va encunyar el terme espanglish, que va evolucionar a la seva forma actual spanglish en anglès. Va ser la seva resposta a les persones que parlen espanyol però que immediatament renuncien a la llengua materna per aprendre anglès i emigrar a països no hispànics. El primer article sobre aquest tema, “Teoría del espanglish”, el va publicar al Diario de Puerto Rico, el 28 octubre de 1948.
Salvador Tió es va establir a San Juan, on va morir el 17 de setembre de 1989.